# واندر (کارولینای شمالی)
واندر (به انگلیسی: Vander) شهری در ایالت کارولینای شمالی کشور ایالات متحده آمریکا است که جمعیت آن در سرشماری سال ۲۰۱۰ میلادی، ۱٬۱۴۶ نفر بوده‌است.